# Seznam medailistů na halovém mistrovství Evropy v běhu na 3 000 m
Běh na 3000 metrů je do programu halového mistrovství Evropy zařazen od prvních ročníků šampionátu. Startují v něm běžci a běžkyně, jejichž hlavními disciplínami v letní části sezóny jsou běh na 1500 a 5000 metrů.

## Muži
| Rok      | Místo         | Zlato              | Výkon vítěze   | Stříbro             | Bronz                    |
| -------- | ------------- | ------------------ | -------------- | ------------------- | ------------------------ |
| HME 1970 | Vídeň         | Richard Wilde      | 7:47,0         | Harald Norpoth      | Javier Alvarez           |
| HME 1971 | Sofie         | Peter Stewart      | 7:53,6         | Wilfried Scholz     | Jurij Aleksiaszin        |
| HME 1972 | Grenoble      | Juris Grustiņš     | 8:02,85        | Jurij Aleksiaszin   | Ulrich Brugger           |
| HME 1973 | Rotterdam     | Emiel Puttemans    | 7:44,51        | Willy Polleunis     | Bekka Päivärinta         |
| HME 1974 | Göteborg      | Emiel Puttemans    | 7:48,48        | Paul Thijs          | Pavel Pěnkava            |
| HME 1975 | Katovice      | Ian Stewart        | 7:58,6         | Pekka Päivärinta    | Boris Kuzněcov           |
| HME 1976 | Mnichov       | Ingo Sensburg      | 8:01,6         | Józef Ziubrak       | Ray Smedley              |
| HME 1977 | San Sebastián | Karl Fleschen      | 7:57,7         | Pekka Päivärinta    | Markus Ryffel            |
| HME 1978 | Milán         | Markus Ryffel      | 7:49,5         | Emiel Puttemans     | Jörg Peter               |
| HME 1979 | Vídeň         | Markus Ryffel      | 7:44,5         | Christoph Herle     | Alexandr Fedotkin        |
| HME 1980 | Sindelfingen  | Karl Fleschen      | 7:57,5         | Klaas Lok           | Hans-Jürgen Orthmann     |
| HME 1981 | Grenoble      | Alex Gonzalez      | xxx            | Jevgenij Ignatov    | Valerij Abramov          |
| HME 1982 | Milán         | Patriz Ilg         | 7:53,50        | Alberto Cova        | Valerij Abramov          |
| HME 1983 | Budapešť      | Dragan Zdravković  | 7:54,73        | Valerij Abramov     | Uwe Mönkemeyer           |
| HME 1984 | Göteborg      | Lubomír Tesáček    | 7:53,16        | Markus Ryffel       | Karl Fleschen            |
| HME 1985 | Pireus        | Bob Verbeeck       | 8:10,84        | Thomas Wessinghage  | Vitalij Tišenko          |
| HME 1986 | Madrid        | Dietmar Millonig   | 7:59,08        | Stefano Mei         | João Campos              |
| HME 1987 | Liévin        | José Luis González | 7:52,28        | Dieter Baumann      | Pascal Thiébaut          |
| HME 1988 | Budapešť      | José Luis González | 7:55,29        | Markus Hacksteiner  | Michail Dasko            |
| HME 1989 | Haag          | Dieter Baumann     | 7:50,43        | Abel Antón          | Jacky Carlier            |
| HME 1990 | Glasgow       | Éric Dubus         | 7:53,94        | Jacky Carlier       | Branko Zorko             |
| HME 1992 | Janov         | Gennaro Di Napoli  | 7:47,24        | John Mayock         | José Luis González       |
| HME 1994 | Paříž         | Kim Bauermeister   | 7:52,34        | Ovidiu Olteanu      | Rod Finch                |
| HME 1996 | Stockholm     | Anacleto Jiménez   | 7:50,06        | Christoph Impens    | Panayiotis Papoulias     |
| HME 1998 | Valencie      | John Mayock        | 7:55,09        | Manuel Pancorbo     | Alberto García           |
| HME 2000 | Gent          | Mark Carroll       | 7:49,24        | Rui Silva           | John Mayock              |
| HME 2002 | Vídeň         | Alberto García     | 7:43,89        | Antonio Jiménez     | John Mayock Jesús España |
| HME 2005 | Madrid        | Alistair Cragg     | 7:46,32        | John Mayock         | Reyes Estévez            |
| HME 2007 | Birmingham    | Cosimo Caliandro   | 8:02,44        | Bouabdellah Tahri   | Jesús España             |
| HME 2009 | Turín         | Mohamed Farah      | 7:40,17        | Bouabdellah Tahri   | Jesús España             |
| HME 2011 | Paříž         | Mohamed Farah      | 7:53,00        | Hayle Ibrahimov     | Halil Akkas              |
| HME 2013 | Göteborg      | Hayle Ibrahimov    | 7:49,74        | Juan Carlos Higuero | Ciarán O'Lionaird        |
| HME 2015 | Praha         | Ali Kaya           | 7:38,42 - RHME | Lee Emanuel         | Henrik Ingebrigtsen      |
| HME 2017 | Bělehrad      | Adel Mechaal       | 8:00,60        | Henrik Ingebrigtsen | Richard Ringer           |
| HME 2019 | Glasgow       | Jakob Ingebrigtsen | 7:56,15        | Chris O’Hare        | Henrik Ingebrigtsen      |
| HME 2021 | Toruň         | Jakob Ingebrigtsen | 7:48,20        | Isaac Kimeli        | Adel Mechaal             |
| HME 2023 | Istanbul      | Jakob Ingebrigtsen | 7:40,32        | Adel Mechaal        | Elzan Bibić              |
| HME 2025 | Apeldoorn     | Jakob Ingebrigtsen | 7:48,37        | George Mills        | Azeddine Habz            |

## Ženy
| Rok      | Místo      | Zlato                 | Výkon vítěze   | Stříbro                      | Bronz                        |
| -------- | ---------- | --------------------- | -------------- | ---------------------------- | ---------------------------- |
| HME 1982 | Milán      | Agnese Possamaiová    | 8:53,77        | Maricica Puicăová            | Paula Fudge                  |
| HME 1983 | Budapešť   | Jelena Sipatovová     | 9:04,40        | Agnese Possamaiová           | Jelena Malichina             |
| HME 1984 | Göteborg   | Brigitte Krausová     | 9:12,07        | Tatiana Pozdniakowa          | Ivana Kleinová               |
| HME 1985 | Pireus     | Agnese Possamaiová    | 8:55,25        | Olga Bondarenková            | Yvonne Murrayová             |
| HME 1986 | Madrid     | Ines Bibernellová     | 8:54,52        | Yvonne Murrayová             | Regina Čistjakovová          |
| HME 1987 | Liévin     | Yvonne Murrayová      | 8:46,06        | Elly van Hulstová            | Brigitte Krausová            |
| HME 1988 | Budapešť   | Elly van Hulstová     | 8:44,50        | Vera Michalleková            | Wendy Slyová                 |
| HME 1989 | Haag       | Elly van Hulstová     | 9:10,01        | Nicki Morrisová              | Maricica Puicăová            |
| HME 1990 | Glasgow    | Elly van Hulstová     | 8:57,28        | Margareta Keszegová          | Andrea Hamannová             |
| HME 1992 | Janov      | Margareta Keszegová   | 8:59,80        | Tetjana Dorovskychová        | Rita Marquard                |
| HME 1994 | Paříž      | Fernanda Ribeirová    | 8:50,47        | Margareta Keszegová          | Anna Brzezińska              |
| HME 1996 | Stockholm  | Fernanda Ribeirová    | 8:39,49        | Sara Wedlund                 | Marta Domínguezová           |
| HME 1998 | Valencie   | Gabriela Szabóová     | 8:49,96        | Fernanda Ribeirová           | Marta Domínguezová           |
| HME 2000 | Gent       | Gabriela Szabóová     | 8:42,06        | Lidia Chojecká               | Marta Domínguezová           |
| HME 2002 | Vídeň      | Marta Domínguezová    | 8:53,87        | Carla Sacramentová           | Jelena Zadorožná             |
| HME 2005 | Madrid     | Lidia Chojecká        | 8:43,76        | Susanne Pumper               | Sabrina Mockenhauptová       |
| HME 2007 | Birmingham | Lidia Chojecká        | 8:43,25        | Marta Domínguezová           | Silvia Weissteinerová        |
| HME 2009 | Turín      | Alemitu Bekeleová     | 8:46,50        | Sara Moreirová               | Mary Cullenová               |
| HME 2011 | Paříž      | Helen Clitheroeová    | 8:56,66        | Lidia Chojecká               | Layes Abdullayevová          |
| HME 2013 | Göteborg   | Sara Moreirová        | 8:58,50        | Corinna Harrerová            | Fionnuala Brittonová         |
| HME 2015 | Praha      | Světlana Kudzelichová | 8:48,02        | Maureen Kosterová            | Laura Muirová                |
| HME 2017 | Bělehrad   | Laura Muirová         | 8:35,67        | Yasemin Can                  | Eilish McColganová           |
| HME 2019 | Glasgow    | Laura Muirová         | 8:30,61 - RHME | Konstanze Klosterhalfenová   | Melissa Courtneyová          |
| HME 2021 | Toruň      | Amy-Eloise Markovcová | 8:46.43        | Alice Finotová               | Verity Ockendenová           |
| HME 2023 | Istanbul   | Hanna Kleinová        | 8:35,87        | Konstanze Klosterhalfenová   | Melissa Courtneyová-Bryanová |
| HME 2025 | Apeldoorn  | Sarah Healyová        | 8:52,86        | Melissa Courtneyová-Bryanová | Salomé Afonsová              |